# Hemitheconyx caudicinctus
Espèce
Synonymes
- Stenodactylus caudicinctus Duméril, 1851

Statut de conservation UICN

 LC  : Préoccupation mineure
Hemitheconyx caudicinctus est une espèce de geckos de la famille des Eublepharidae.

## Répartition
Cette espèce se rencontre au Sénégal, en Gambie, au Mali, en Côte d'Ivoire, au Burkina Faso, au Bénin, au Togo, au Nigeria, au Niger et au Cameroun.
Sa présence est incertaine au Ghana, au Liberia, en Guinée et au Sierra Leone.

## Habitat
Ce gecko vit sur le sol et passe une grande partie de la journée dans de petits terriers. C'est un milieu relativement sec avec une l'hygrométrie relativement basse, il passe ses journées dans des terriers plus humides.
Les températures varient le jour de 25 °C à 30 °C au point le plus chaud, et chutent entre 20 et 25 °C la nuit.

## Description
C'est un gecko insectivore, nocturne et terrestre qui a des paupières, ce qui ne se rencontre que chez les membres de cette famille.
De forme, il ressemble au gecko léopard : corps assez épais, avec une queue très épaisse, qui contient des réserves de graisse. Sa couleur est marron clair et sombre, avec des petits points très sombres. Ses pattes sont pourvues de petites griffes, mais pas de pelotes adhésives (Setæ) car il est terrestre.

## Dimorphisme sexuel
La différenciation des mâles et des femelles est très difficile chez les petits. Avec un très fort grossissement, on peut distinguer les pores pré-anaux des mâles (en forme de V), nettement visibles chez les adultes. Plus âgés, on remarque aussi que la base de la queue est plus épaisse chez les mâles, où se trouvent les hémipénis.

## Reproduction
La reproduction démarre après la saison froide, au retour des jours plus chauds et longs. En captivité une période de repos de deux mois à 22 °C est nécessaire.
La gestation dure de trois à six semaines. À la fin de cette période les œufs deviennent visibles par les bosses qu'ils forment dans l'abdomen de la femelle. Les œufs sont pondus dans un trou, dans un milieu à l'abri des chaleurs intenses et plus humide.
L'incubation dure environ deux mois, à une température de 27 à 30 °C On rapporte un taux d'infertilité des œufs non négligeable.
Comme souvent dans ce genre, la température d'incubation conditionne le sexe des petits. Entre 26 et 28 °C ils donnent surtout des femelles, et entre 29 et 31 °C surtout des mâles. Il semble que la température influence également la coloration.
Après la naissance, les petits ne se nourrissent pas avant leur première mue en général (au bout de 4~5 jours).

## En captivité
Cette espèce est relativement répandue en terrariophilie, et se reproduit bien. Comme elle présente en plus des variétés de couleur et de motif à l'état naturel, on commence à rencontrer des phases, c'est-à-dire des lignées sélectionnées pour fixer certaines couleurs et certains motifs.

## Publication originale
- Duméril & Duméril, 1851 : Catalogue méthodique de la collection des reptiles du Muséum d'Histoire Naturelle de Paris. Gide et Baudry/Roret, Paris, p. 1-224 (texte intégral).